# Culture de l'Argentine
 (mars 2015).
Si vous disposez d'ouvrages ou d'articles de référence ou si vous connaissez des sites web de qualité traitant du thème abordé ici, merci de compléter l'article en donnant les références utiles à sa vérifiabilité et en les liant à la section « Notes et références ».
La culture de l'Argentine, pays d'Amérique du Sud, désigne d'abord les pratiques culturelles observables de ses habitants (47 000 000, estimation 2022) (pour deux millions vers 1870, et 20 en 1960), très variées, en raison de son immense territoire et des différentes origines de sa population.
L'Argentine a subi une grande influence européenne — certains considèrent Buenos Aires comme la plus européenne des villes d'Amérique du Sud. La population argentine provient surtout d'Espagne et d'Italie.
Hormis l'influence de ces deux pays, ainsi que celle des populations autochtones, la culture locale a été influencée par plusieurs pays européens. Dans les villes et quartiers plus anciens, on retrouve un mélange de style moderne et de style colonial qui remonte à la domination espagnole.

## Langues et peuples

### Langues
La langue officielle de l'Argentine est l'espagnol. Dans l'usage le castillan argentin, qui diffère quelque peu du castillan espagnol, possède lui-même plusieurs variations, la plus répandue étant le rioplatense que l'on retrouve dans la région de la capitale, et qui tire son nom du Río de la Plata.
- Langues en Argentine, Langues d'Argentine
  - Espagnol, Espagnol rioplatense
  - Autres langues minoritaires importantes : quechua (800 000), allemand (500 000), yiddish (200 000), guarani (200 000), catalan (174 000), mapuche (100 000) partagés avec le Chili.
  - Diverses langues des minorités immigrées (afrikaan, irlandais, russe, ukrainien, slovaque, mandarin, japonais, coréen...)
  - Diverses langues indigènes (aymara, toba), dont plusieurs sont éteintes, et plusieurs en danger, Liste des langues indigènes en Argentine (en)

### Populations
- Argentins, Groupes ethniques en Argentine, Liste des peuples amérindiens d'Argentine, Peuples indigènes d'Amérique du Sud

## Tradition

### Religions
La religion catholique est la religion majoritaire et a le statut exceptionnel de religion d'État.
- Généralités
  - Anthropologie de la religion
  - Religion en Amérique latine
- Situation en Argentine, Religion en Argentine (en), De la religion en Argentine
  - Christianisme en Argentine (80-85 %), dont catholicisme (72-74 %), protestantismes (6-8 %), orthodoxie
    - Années 2020 : catholicisme (60-62 %), protestantisme (7-9 %), évangélisme (7-9 %)

  - Sans religion (agnostiques et athées) (14-15 %)
  - Autres religions (<5 %), dont bouddhisme (en), Baha'isme, Hindouisme en Argentina (en), Islam en Argentine (1 %), Judaïsme
  - Autres spiritualités, dont Croyances et dévotions argentines (es)
- Athéisme en Argentine (es)
- Missions jésuites des Guaranis
- Histoire des Juifs en Argentine, Histoire des Juifs en Amérique latine et aux Caraïbes
- Franc-maçonnerie en Amérique latine

### Symboles
- Armoiries de l'Argentine (1813)
- Drapeau de l'Argentine (1812)
- Al gran pueblo Argentino salud (Au grand peuple argentin, salut !), hymne national (1812-1900)
- Devise nationale : En Unión y Libertad (espagnol, Dans l'union et la liberté)
- Emblème végétal : Erythrina crista-galli ou ceibo
- Emblème animal : Furnarius (Fournier)
- Saint patron (chrétien) par pays (en) : La Sainte Vierge (Nuestra Señora de los Treinta y Tres), François Solano, Laura Vicuña.
- José de San Martín, père de la Nation
- Représentations allégoriques de l'Argentine (es), Gaucho
- Épopée nationale : Martín Fierro (1872, José Hernandez)
- Couleurs nationales : bleu pâle et blanc
- Plat national : asado, empanada, locro, milanesa, choripán
- Poète national : Juan Zorrilla de San Martín (1855-1931)

### Folklore et Mythologie
- Mythologie de l'Amérique du Sud (es)
- Mythologie Guaraní
- Mythologies argentines[1],[2],[3]
- Contes et légendes[4]
- Mythologie chrétienne, Folk Catholicism (en), Mormon folklore (en)
- Religion populaire
- Fakelore

### Mythes modernes
- Héros modernes [5]
- Gauchito Gil, Difunta Correa, San La Muerte

### Croyances
- Almamula

### Pratiques
- Croyances et dévotions argentines (es)

### Fêtes
- Jours fériés publics en Argentine (en)
- Liste des fêtes en Amérique latine (en), dont l'Argentine

## Société argentine
- Amérique latine
- Liste d'Argentins par activité (en)

### Groupes humains
- Diaspora argentine
- Immigration en Argentine, Catégorie:De l'immigration en Argentine

### Éducation
- Éducation en Argentine
- Liste des universités en Argentine (en)
- Science et technologie en Argentine (en)

### Droit
- Femmes en Argentine (en)
- Droits de l'homme en Argentine (en)
- Droits LGBT en Argentine
- Violence domestique en Argentine (en)
- Prostitution en Argentine
- Corruption en Argentine (en)
- Trafic d'êtres humains en Argentine (en)
- Criminalité en Argentine (en)
- Cannabis en Argentine
- Commerce illégal de drogue en Amérique latine (en)
- Barra brava
- 'Ndrangheta
- Argentine 2015-2016 Amnesty International

### État
- Histoire de l'Argentine
- Politique en Argentine
- Liste des guerres de l'Argentine
- Liste de brutalités policières en Argentine (en)
- Désordres et émeutes en Argentine
- Liste de massacres en Argentine (en)

## Arts de la table

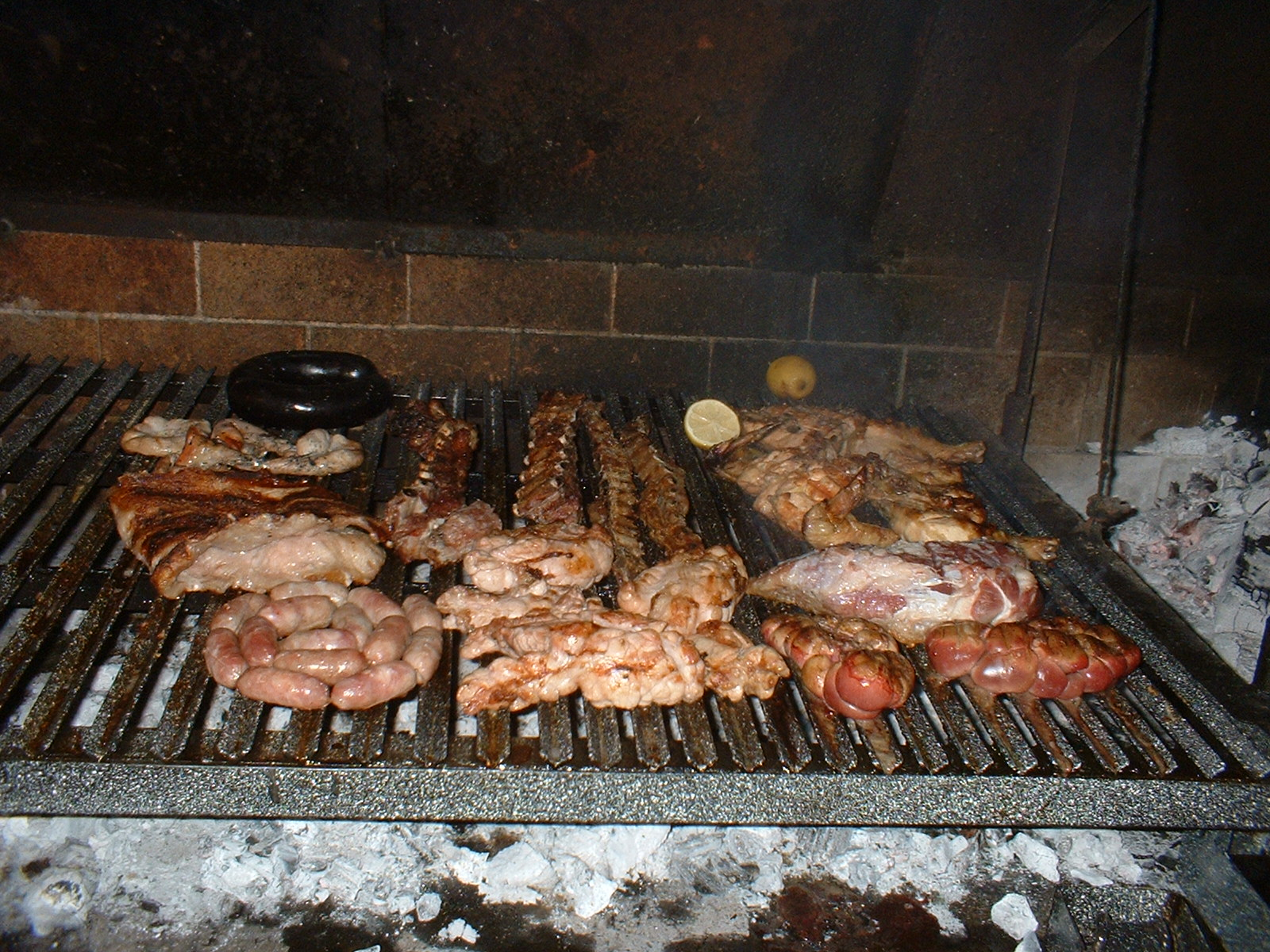
Asado avec achuras et saucisses

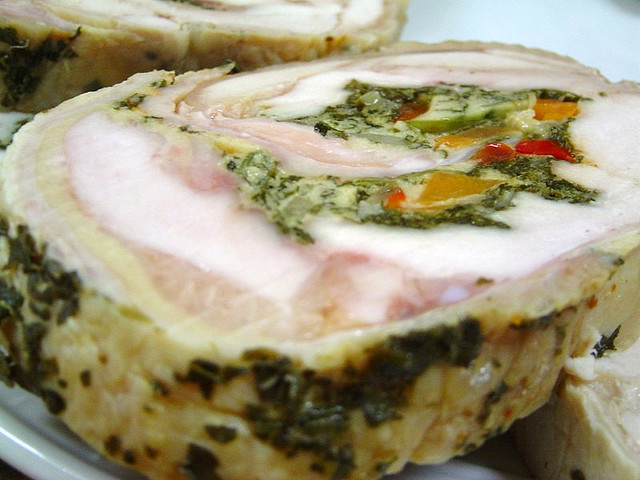
Matambre

### Cuisine
- Cuisine de l'Argentine, De la gastronomie argentine
- Cuisine du Paraguay, De la gastronomie paraguayenne
- Cuisine uruguayenne, Cuisine brésilienne
- Liste de plats argentins (en)
- Pastel de papa, Chimichurri, Buñuelos, Chivito
- Confiture de lait (Dulce de leche)

### Boissons
- Hesperida (es) (jus d'orange amère)
- Thé
- Maté, Mate cocido, Yerba Mate (Tereré), thé/infusion
- Bière
- Viticulture en Argentine

## Santé et sport
- Santé en Argentine (en)
- Avortement en Argentine
- Tabac en Argentine (en)
- Cannabis en Argentine
- Traitement de l'eau en Argentine (en)

### Activités physiques
- Football, volley-ball, golf, musculation, athlétisme, sports nautiques...

### Sport
Le sport a une place très importante en Argentine, au point de considérer par exemple le football comme une véritable obsession nationale plutôt qu'à un jeu. L'équipe nationale fut couronnée championne du monde à trois reprises en 1978, 1986 et 2022 (grâce aux exploits de Diego Maradona, véritable icône nationale) et sa rivalité contre le Brésil sur le continent sud américain est au cœur de ce sport. Aujourd'hui, l'attaquant Lionel Messi a pris la relève au point d'être considéré par de nombreux observateurs comme le meilleur joueur de football actuel, et l'un des meilleurs de l'histoire.
À côté de l'équipe nationale, un championnat d'Argentine de football est mis en place depuis la fin du XIXe siècle, il deviendra professionnel en 1931, sans doute l'un des meilleurs championnats de football au niveau technique, les meilleurs clubs sont Boca Juniors, Independiente, River Plate ou le Racing.
D'autres sports sont aussi populaires comme le rugby à XV (avec les Pumas), le tennis (Guillermo Vilas, Gabriela Sabatini), le hockey sur gazon (Équipe d'Argentine de hockey sur gazon féminin), le polo, le golf ou le basket-ball (Équipe d'Argentine de basket-ball) où l'Argentine fut championne olympique en 2004. Enfin n'oublions pas non plus le sport automobile où l'un des plus grands champions fut argentin : Juan Manuel Fangio.
- Sport en Argentine, Du sport en Argentine
- Athlétisme, football, handball, rugby, tennis, basket-ball, cyclisme, volley-ball...
- Sportifs argentins, Sportives argentines
- Argentine aux Jeux olympiques
- Argentine aux Jeux paralympiques
- Argentine aux Deaflympics
- Argentine aux Jeux sud-américains
- Jeux panaméricains, Jeux bolivariens
- Catégorie:Ski en Argentine

### Arts martiaux
- Liste des arts martiaux et sports de combat
- Boxe, Karaté, Judo
- Arts martiaux en Argentine (es)

## Média
- Des médias en Argentine, Média en Argentine (en)
- Télécommunications en Argentine (en)
- Journalistes argentins
- Loi n°26 522 de Services de communication audiovisuelle (2009)

### Presse écrite
- Presse écrite en Argentine[6],[7]
- Liste de journaux argentins
- Liste de magazines argentins (en)

### Radio
- Radio en Argentine (en)
- Liste de stations de radio en Argentine (en)

### Télévision
- Télévision en Argentine, De la télévision en Argentine
- Liste des chaînes de télévision en Argentine (en)
- Liste de télénovelas argentines (en)
- Underground producciones (en)

### Internet (.ar)
- Censure d'internet par pays (en)
- Internet en Argentine (en)
- Fournisseurs d'accès internet en Argentine
- Sites web par pays, Sites web argentins
- Blogueurs par nationalité, Blogueurs argentins
- Presse en ligne en Argentine

## Littérature
La littérature argentine, de langue espagnole, est née autour de 1550 avec les œuvres (prose et poésie) de Matías Rojas de Oquendo et Pedro González de Prado. Le nom du pays lui-même vient d’un latinisme apparu pour la première fois dans la littérature : le poème épique La Argentina (1602) de Martin del Barco Centenera.
Au XIXe siècle, quand l'État Argentine a été formé, la plupart des écrivains étaient surtout politiques. Ainsi, Domingo Faustino Sarmiento était le Président d'Argentine de 1868 à 1874 et aujourd'hui il est reconnu comme le meilleur auteur du XIXe siècle pour son livre Facundo.
Plusieurs écrivains argentins ont marqué la littérature internationale, en particulier Jorge Luis Borges, Julio Cortázar, Ernesto Sábato, Adolfo Bioy Casares, Alfonsina Storni et Roberto Arlt, entre autres.

La littérature argentine contemporaine est représentée par exemple par César Aira, Héctor Tizón, Ricardo Piglia, Alan Pauls, Juan José Saer et Juan Gelman.
- Littérature sud-américaine[8],[9],[10],[11], Boom latino-américain, Réalisme magique
- Liste d'œuvres littéraires traitant des dictatures militaires dans les pays latino-américains au XXe siècle
- Sociedad Argentina de Escritores
- Écrivains argentins
- Œuvres littéraires argentines
- Écrivains argentins francophones
- Traducteurs argentins
- Dramaturges argentins
- Romanciers argentins
- Poètes argentins
- Poésie précolombienne (es)

## Artisanats
- Arts appliqués, Arts décoratifs, Arts mineurs, Artisanat d'art, Artisan(s), Trésor humain vivant, Maître d'art
- Artistes par pays

Les savoir-faire liés à l’artisanat traditionnel relèvent (pour partie) du patrimoine culturel immatériel de l'humanité. On parle désormais de trésor humain vivant.
Mais une grande partie des techniques artisanales ont régressé, ou disparu, dès le début de la colonisation, et plus encore avec la globalisation, sans qu'elles aient été suffisamment recensées et documentées.
- Artesanía salteña (es)
- Artisans argentins
- Designers argentins
- Orfèvres argentins

## Arts visuels
- Arts visuels, Arts plastiques, Art brut, Art urbain
- Artistes par pays

- Artistes argentins
- Artistes contemporains argentins
- Musées et galeries d'art en Argentine
- Société argentine des artistes plasticiens
- Artistes plasticiens d'Argentine

### Avant Colomb
- Arts précolombiens en Argentine, Arts précolombiens
- Historia precolombina de Argentina (es)

### Dessin
- Dessinateurs argentins
- Dibujantes de Argentina

#### Historieta
La bande dessinée argentine, Historieta argentina, possède une histoire ancienne et a fourni à l'Europe quelques-uns de ses plus grands dessinateurs, notamment Quino et son héroïne Mafalda.
- Historietistas de Argentina

### Peinture
- Peinture, Catégorie:Peinture par pays
- Peinture latino-américaine[12]
- Peinture en Argentine
- Peintres argentins, Liste de peintres argentins

### Sculpture
- Sculpture, Catégorie:Sculpture par pays
- De la sculpture en Argentine
- Sculpteurs argentins

### Architecture
- Catégorie:Architecture par pays
- Architecture en Argentine, De l'architecture argentine
- Monuments en Argentine
- Architectes argentins
- De l'urbanisme en Argentine
- Arquitectura de Argentina (es)
- Habitat traditionnel, fazenda, senzala, hacienda
- Habitat moderne occidental
- Habitat contemporain innovant

### Photographie
- Photographie en Argentine
- Photographes argentins
- Fotografía en Argentina

### Graphisme
- Graphistes argentins

## Arts de spectacle
- Spectacle vivant, Performance, Art sonore
- Catégorie:Arts de performance par pays
- Arts de la performance en Argentine
- Festivals artistiques en Argentine
- Formation aux arts de la performance en Argentine
- Artistes de performance argentins
- Liste de festivals en Argentine (en)

### Musique et danse

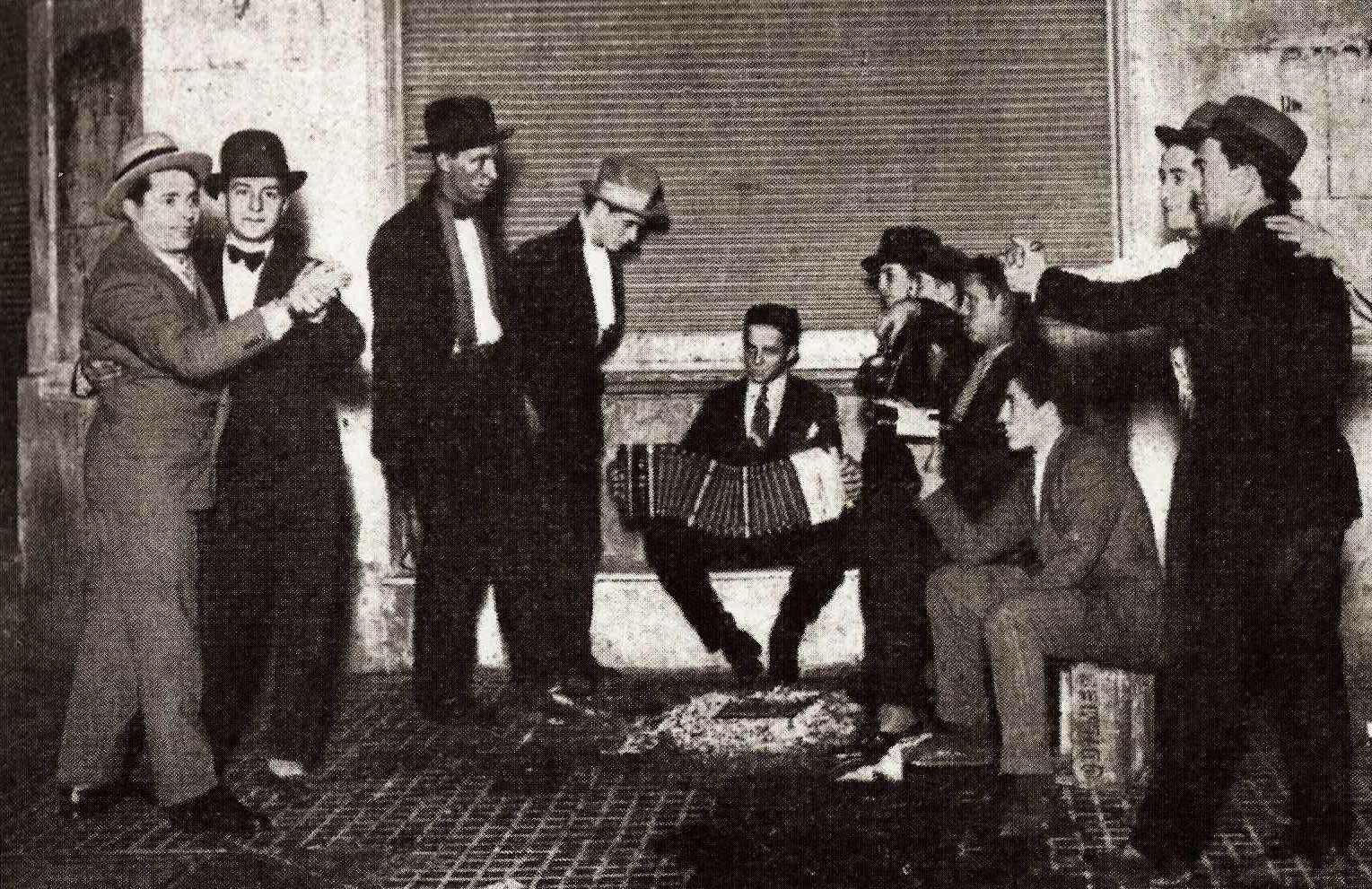
Hommes dansant le tango dans une rue de Buenos Aires, pour s'entraîner avant d'aller au bal

- Musique par pays, Musique improvisée, Improvisation musicale
- Musique traditionnelle
- Musique amérindienne
- Musique argentine
- Chanteurs argentins, Chanteuses argentines
- Compositeurs argentins
- Musiciens argentins, Musiciennes argentines
- Rock argentin

L'élément le plus connu de la culture argentine est probablement sa musique et sa danse, en tout premier plan le tango grâce à des personnes hors normes telles que Carlos Gardel ou Astor Piazzolla. Vu de l'étranger, le tango est surtout une référence pour la danse, mais les argentins placent les paroles (sorte d'argot argentin appelé le Lunfardo) et la musique avant même la danse. Les paroles du tango peuvent être considérées comme une sorte de poésie.
La musique folklorique et la danse sont très populaires dans les provinces argentines avec un mélange de style européen et précolombien (exemple : le Chamamé).
Aussi, depuis les années 1970, le rock a réussi à prendre une place importante dans le paysage musical du pays grâce à des groupes comme Soda Stereo ou Sumo. Ce courant rock permit de s'ouvrir à d'autres genres musicaux comme la cumbia, le ska, le reggae et enfin à l'electro, mais on ne peut quantifier et sommairiser les succès musicaux à cause du téléchargement qui est difficilement mesurable.
- Liste de danses
- List of national dances (en)
- liste de danses populaires, ethniques et régionales par origine (en)
- Danse en Argentine, De la danse en Argentine
- Générations de danses argentines (es)
- Danses natives argentines (es)
- Danses folkloriques d'Argentine (es)
  - Pericón (danse) (es)
- Festival national du Malambo (es) (Laborde)
- Championnat mondial de Tango (es) (Buenos Aires)
- Coreógrafos de Argentina, Chorégraphes argentins
- Bailarines de Argentina, Danseuses argentines

### Théâtre
Le théâtre, très brillant dans la Avenida Corrientes, souffre d'un manque de popularité et est souvent considéré réservé à une classe élitaire malgré la mise en place de comédies musicales.
- Théâtre en Argentine (es)[13],[14]
- Teatro Maipo, Teatro Ópera, Théâtre Colón, Théâtre national Cervantes, Teatro Picadero, Teatro Argentina de La Plata, Teatro El Circulo, Teatro Coliseo, Teatro Tabari...
- Pièces de théâtre d'Argentine
- Dramaturges argentins, dont Copi
- Metteurs en scène argentins
- Récompenses de théâtre en Argentine	, Asociación de Cronistas del Espectáculo
- Circo criollo (es)

### Cinéma
- Cinéma argentin, Sur le cinéma argentin
- Films argentins
- Liste de films argentins
- Réalisateurs argentins
- Scénaristes argentins
- Actrices argentines, Acteurs argentins
- Festivals de cinéma en Argentine
- Liste de festivals de cinéma en Amérique du sud

Le cinéma argentin est assez reconnu internationalement avec des films tels que L'Histoire officielle (1985), Les Neuf Reines (2000), Dans ses yeux (2009) ou Les Nouveaux Sauvages (2014), même si la plupart des spectateurs argentins préfèrent se tourner vers le cinéma américain; cependant il est arrivé que des films argentins obtiennent des prix dans de grands festivals comme à Cannes, d'ailleurs la ville de Mar del Plata organise son propre festival consacré à cet art depuis plus de vingt ans: Festival international du film de Mar del Plata.

### Autres scènes: marionnettes, mime, pantomime, prestidigitation
Les arts mineurs de scène, arts de la rue, arts forains, cirque, théâtre de rue, spectacles de rue, arts pluridisciplinaires, performances manquent encore de documentation pour le pays …
Pour le domaine de la marionnette, on relève : Arts de la marionnette en Argentine, site de l'Union internationale de la marionnette.
- Marionnettistes argentins (es)
- Artistes de cirque d'Argentine (es)
- Carnavals en Argentine

### Autres
- Vidéo, Jeu vidéo, Art numérique, Art interactif
- Culture alternative, Culture underground
- Jeux vidéo développés en Argentine

## Tourisme
- Tourisme en Argentine, Du tourisme en Argentine
- Attractions touristiques en Argentine
- Office de tourisme de l'Argentine[15],[16]
- Conseils (diplomatie.gouv.fr) aux voyageurs pour l'Argentine
- Conseils (international.gc.ca) aux voyageurs pour l'Argentine

## Patrimoine

### Musées et autres institutions
- Liste de musées en Argentine. Voir aussi la liste anglophone, plus fournie.
- Archives générales de la nation (Argentine)

### Liste du Patrimoine mondial
Le programme Patrimoine mondial (UNESCO, 1971) a inscrit dans sa liste du patrimoine mondial (au 12/01/2016) : Liste du patrimoine mondial en Argentine.

### Liste représentative du patrimoine culturel immatériel de l’humanité
Le programme Patrimoine culturel immatériel (UNESCO, 2003) a inscrit dans sa liste représentative du patrimoine culturel immatériel de l'humanité (au 15/01/2016) :
- 2009 : le tango[17],
- 2015 : Le filete porteño à Buenos Aires, technique picturale traditionnelle[18].

### Registre international Mémoire du monde
Le programme Mémoire du monde (UNESCO, 1992) a inscrit dans son registre international Mémoire du monde (au 15/01/2016) :
- 1997 : Fonds documentaires de la vice-royauté du Río de la Plata[19],
- 2007 : Patrimoine documentaire sur les droits de l’homme (1976-1983) - Archives pour la Vérité, la Justice et la Mémoire dans la lutte contre le terrorisme d’État[20].